# Calliptamus
Calliptamus Serville, 1831 è un genere di insetti ortotteri della famiglia Acrididae.

## Tassonomia
Il genere comprende le seguenti specie: 
- Calliptamus abbreviatus Ikonnikov, 1913
- Calliptamus balucha Uvarov, 1938
- Calliptamus barbarus (O. G. Costa, 1836)
- Calliptamus cicatricosus Bolívar, 1889
- Calliptamus coelesyriensis Giglio-Tos, 1893
- Calliptamus cyrenaicus Jago, 1963
- Calliptamus deserticola Vosseler, 1902
- Calliptamus italicus (Linnaeus, 1758)
- Calliptamus madeirae Uvarov, 1937
- Calliptamus montanus Chopard, 1937
- Calliptamus plebeius (Walker, 1870)
- Calliptamus siciliae Ramme, 1927
- Calliptamus strausi Harz, 1973 †
- Calliptamus tenuicercis Tarbinsky, 1930
- Calliptamus testaceus Walker, 1870
- Calliptamus turanicus Tarbinsky, 1930
- Calliptamus wattenwylianus Pantel, 1896

### Specie presenti in Italia
In Italia sono presenti le seguenti specie:
- Calliptamus barbarus (O. G. Costa, 1836)
- Calliptamus italicus (Linnaeus, 1758)
- Calliptamus siciliae Ramme, 1927